# High Rise (EP)
High Rise è l'unico EP del gruppo musicale statunitense Stone Temple Pilots with Chester Bennington, pubblicato l'8 ottobre 2013 dalla Play Pen LLC, etichetta discografica indipendente creata dal gruppo.

## Antefatti
A tre anni di distanza dalla pubblicazione dell'omonimo album del 2010, il 27 febbraio 2013 gli Stone Temple Pilots hanno annunciato il licenziamento del cantante Scott Weiland. Weiland ha risposto successivamente al suo licenziamento dal gruppo con la seguente dichiarazione:
 Da allora, il cantante ha più volte ribadito di essere ancora un membro del gruppo e che il gruppo non ha il diritto di svolgere la propria attività utilizzando il nome Stone Temple Pilots con un altro cantante.
Il 18 maggio, i tre componenti rimasti si sono esibiti a sorpresa al KROQ Weenie Roast insieme al cantante dei Linkin Park Chester Bennington. Nella scaletta, la formazione ha portato al debutto la traccia Out of Time, pubblicata come singolo il giorno successivo.
In una video-intervista, Bennington ha confermato di essere divenuto il nuovo cantante del gruppo e, in seguito ad alcune battaglie giudiziarie che hanno coinvolto i tre membri originari del gruppo e l'ex-cantante Weiland sull'utilizzo del nome Stone Temple Pilots, il gruppo ha optato la denominazione di Stone Temple Pilots with Chester Bennington. Il 15 luglio il gruppo ha annunciato un tour in supporto all'EP che si sarebbe svolto nel Nord America a partire dal mese di settembre per poi pubblicare un EP nell'autunno del 2013, il cui titolo e data di pubblicazione sono stati rivelati il 29 agosto.

## Singoli
Il primo singolo estratto dall'EP è il brano Out of Time, reso disponibile per il download gratuito il 19 maggio e successivamente per lo streaming dieci giorni più tardi. Il brano ha ottenuto un buon successo negli Stati Uniti d'America, conquistando la prima posizione della classifica Mainstream Rock Songs stilata da Billboard.
Il secondo singolo estratto è stato Black Heart, reso disponibile per lo streaming a partire dal 18 settembre. Il 23 settembre è stato invece pubblicato un "lyric video" del brano.

## Tracce
Testi e musiche di Chester Bennington, Dean DeLeo, Robert DeLeo e Eric Kretz.
1. Out of Time – 3:04
2. Black Heart – 3:10
3. Same on the Inside – 3:15
4. Cry Cry – 3:28
5. Tomorrow – 3:31

DVD bonus nell'edizione giapponese
1. Out of Time (Teaser) – 0:56
2. EPK – 8:21

## Formazione
- Chester Bennington – voce
- Dean DeLeo – chitarra
- Robert DeLeo – basso
- Eric Kretz – batteria

## Classifiche
| Classifica (2013)         | Posizione massima |
| ------------------------- | ----------------- |
| Stati Uniti               | 24                |
| Stati Uniti (alternative) | 10                |
| Stati Uniti (digital)     | 23                |
| Stati Uniti (hard rock)   | 4                 |
| Stati Uniti (rock)        | 11                |
| Stati Uniti (tastemaker)  | 23                |